# Giacomo Ceredi
Giacomo Ceredi (Cesena, 21 ottobre 1966) è un allenatore di calcio ed ex calciatore italiano, di ruolo centrocampista.

## Carriera
Nella stagione 1992-1993 ha giocato 12 partite in Serie A con la maglia del Pescara.

## Palmarès

### Club

#### Competizioni nazionali
- Campionato Interregionale: 1

Baracca Lugo: 1988-1989

#### Competizioni regionali
- Eccellenza: 1

Urbino: 2002-2003